# توچلوز
توچِلوز (به انگلیسی: 2Cellos)، یک گروه موسیقی کرواتی ویولنسل دو نفره است که لوکا شولیچ و استپان هاوزر خالق آن هستند. این گروه از سال ۲۰۱۱ مشغول فعالیت است و موسیقی‌های بی‌کلام را اجرا می‌کند، و تا کنون چهار آلبوم منتشر کرده‌اند. آن‌ها کار تنظیم موسیقی سازی ترانه‌های شناخته شده پاپ و راک، بعلاوه موسیقی کلاسیک و فیلم ارائه می‌دهند. اجراهای این دو نفر در سطح بین‌المللی می‌باشند و همچنین در چندین مجموعه تلویزیونی آمریکایی شامل گلی و بچلر حضور داشته‌اند.